# 定海路街道
定海路街道，是中华人民共和国上海市杨浦区下辖的一个街道办事处。面积6.25平方公里。户籍人口9.10万人（2008年）。辖区内拥有上海市区唯一的封闭式内陆岛——复兴岛。

## 行政区划
定海路街道下辖以下居委会：
十七棉工房第二居委会、十九棉居委会会、公助一村居委会、中联村居委会、民主二村居委会、东白林寺居委会、白洋淀居委会、西白林寺居委会、军工路居委会、沈家滩居委会、波阳路居委会、定海居委会、定海港路居委会、复兴岛居委会、凉州路居委会、海州路居委会、爱国二村第一居委会、爱国二村第二居委会和隆昌居委会。